# Lophophelma luteipes
Lophophelma luteipes là một loài bướm đêm trong họ Geometridae.